# Flymojo
Flymojo有限公司，是一名规划中的、由马来西亚政府控股的区域航空公司。2015年，公司宣布将主要枢纽设置于士乃国际机场，次要枢纽设置于亚庇国际机场。
但是航空公司还没有开始运营，而其航空营运许可证也到2016年5月30日吊销，并没有任何延期申请。

## 历史
2015年3月17日，马来西亚政府在“浮罗交宜海空展”（LIMA）宣布，构建一个主要服务东盟国家的航空公司。2015年10月，航空公司开始进行商业运营，但由于财政困难以及庞巴迪c系列的迟延而被迫暂停。
根据交通部副部长阿兹卡拉威所称，Flymojo将会增强马来西亚半岛、沙巴州与砂拉越的关联。公司将总部设置于士乃国际机场，将会使机场成为区域重要航空及物流枢纽；并极大帮助依斯干达经济特区的发展。
2016年5月30日，由于Flymojo的项目截止临近导致其航空营运许可证吊销。民航局签署了一个展期许可，允许Flymojo可以获取资金购买飞机，但由于庞巴迪C系列的延迟支付，意味着公司并没有飞机运营，从而丧失了航空营运许可证延期的预设条件。

## 目的地
Flymojo规划中的目的地有：
| 城市   | 机场         | 参考  |
| ------ | ------------ | ----- |
| 新山市 | 士乃国际机场 | [ 7 ] |
| 亚庇   | 亚庇国际机场 | [ 7 ] |